# San Francisco (Putumayo)
Pour les articles homonymes, voir San Francisco (homonymie).
San Francisco est une municipalité située dans le département de Putumayo en Colombie.